# Cossonus
Cossonus là một chi mọt. 

## Các loài
Các loài trong chi này gồm:
- Cossonus americanus Buchanan, 1936
- Cossonus corticola Say, 1831
- Cossonus crenatus Horn, 1873
- Cossonus ellipticollis Van Dyke, 1915
- Cossonus fossicollis Van Dyke, 1916
- Cossonus hamiltoni Slosson, 1899
- Cossonus hubbardi Schwarz, 1899
- Cossonus impressifrons Boheman, 1838
- Cossonus impressus Boheman, 1838
- Cossonus linearis
- Cossonus lupini Van Dyke, 1915
- Cossonus marginalis
- Cossonus murrayi (Wollaston, 1874)
- Cossonus pacificus Van Dyke, 1916
- Cossonus parallelepipedus
- Cossonus piniphilus Boheman, 1838
- Cossonus platalea Say, 1831
- Cossonus ponderosae Van Dyke, 1915
- Cossonus quadricollis Van Dyke, 1915
- Cossonus rufipennis Buchanan, 1936
- Cossonus schwarzi Van Dyke, 1916
- Cossonus spathula Boheman, 1838
- Cossonus texanus Van Dyke, 1915

## Hình ảnh

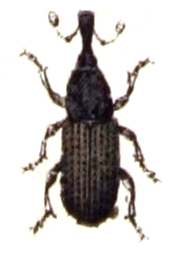